# Fukomys zechi
Fukomys zechi es una especie de roedor de la familia Bathyergidae.

## Distribución geográfica
Es endémica de Ghana. 